# 西班牙歐雅魚
西班牙歐雅魚（學名：Squalius castellanus）為輻鰭魚綱鯉形目雅羅魚科的其中一種，被IUCN列為瀕危保育類動物，分布於歐洲西班牙中部加洛河流域，為特有種，生活習性不明。